# Distretto di Pomoravlje
Il distretto di Pomoravlje (in serbo: Pomoravski okrug o Поморавски округ) è un distretto della Serbia centrale.

## Comune
Il distretto si divide in sei comuni:
- Jagodina
- Ćuprija
- Paraćin
- Svilajnac
- Despotovac
- Rekovac